# Can Malet (el Masnou)
Can Malet és una masia del Masnou, catalogada com a bé cultural d'interès local.

## Història
El 1541, els tutors dels fills de Rafael Botey, pagès de la parròquia de Sant Martí de Teià, van vendre una peça de terra a Joan Antich. Segons una concòrdia entre Antoni Antich i Eulàlia de Pol i el seu marit Francesc de Fivaller, el mas podria haver pertangut al priorat de Sant Pere de Clarà. El 1703, els marmessors de la vídua Caterina Trillas van vendre la finca a Vicenç Rogent, taverner de Barcelona, que restaurà la casa donant-li un aspecte més senyorial i hi construí una capella el 1736. El 1735 va fer gravar a la llinda el nom de Jesús i la data. Segons Garriga i Roca, aquest és el «mas Nou» que donà origen al nom de la població.
Vicenç Rogent es va casar en primer noces amb Anna Maria Taulats, i la seva filla Jerònima Rogent i Taulats es va casar amb Salvador Puig, amb qui no va tenir descendència. Rogent es va casar en segones noces amb Eulàlia Canyellas, i va ser succeït per la seva filla Maria Antònia Rogent i Canyellas, que es casaria amb amb Salvador Casas i Costa. El seu fill Antoni Francesc Casas i Rogent es va casar amb Josepa Romanyà i Costa, amb qui va tenir cinc fills, dels quals Francesca i Felip Casas i Romanyà van sortir més beneficiats en el repartiment de l'herència. Francesca es va casar amb Josep Antoni Malet, instal·lant-se a l'antiga casa dels masovers de la finca Casas, que va rebre el nom de Can Malet.
Per la seva banda, Felip es va casar amb Francesca Sors i Matas, a qui va llegar els seus béns en usdefruit, a condició que triés l'hereu entre un dels seus nebots: Antoni, Gaspar, Francesc i Felip Cunill i Sors. Aquest darrer va resultar l'elegit, i en els seus capítols matrimonials va nomenar usufructuària la seva esposa Alberta Campreciós i Folch (†1920). A la mort d'aquest darrera, l'herència va ser executada per Josep García i Cunill, Felip Millet i Cunill, Josep Molins i Carreras, Josep Maria Vilaclara i Bladó i Lleonard Cunill i Costa, que van vendre la finca a Santiago Estapé i Pagès, que faria restaurar la masia.
El 1985, Can Malet, ja de propietat municipal, va ser declarada en estat de ruïna i enderrocada, mantenint-ne la façana, i s'hi va construir l'edifici modern que hi ha al darrere, on es va instal·lar un casal dels avis i uns locals per a activitats municipals.

## Descripció
Avui dia, l'edifici es presenta dividit en un cos central i dos laterals, als quals destaquen les seves finestres d'arcs apuntats que en la part central s'intercalen entre pilastres adossades al mur, d'estil purament neoclàssic. El sistema de teulades és de dos vessants, amb el carener paral·lel a la façana, encara que al damunt de la cornisa s'hi situï una balustrada neoclàssica com si es tractés d'una terrassa.